# Алекто червонодзьобий
Алекто червонодзьобий (Bubalornis niger) — вид горобцеподібних птахів родини ткачикових (Ploceidae).

## Поширення
Вид поширений у Східній та Південній Африці. Його природні місця існування — субтропічні або тропічні сухі чагарники та савани. Мешкає, серед іншого, в мопане та в світлих лісах, що складаються з дерев акації та баобабів на висоті менше 1500 метрів над рівнем моря. Йому потрібні великі дерева, щоб будувати гнізда.

## Опис
Довжина тіла 22 сантиметри, вага 60-100 грам. Один з найбільших представників родини ткачикових. Оперення чорне. Його головною відмінною ознакою від близькоспорідненого білодзьобого алекто (Bubalornis albirostris') є червоний дзьоб, а не білий. Очі карі, ноги червонувато-коричневі.